# DN73B
DN73B este un drum național care face legătura între Ghimbav și Cristian